# Долгоруков, Сергей Николаевич
Князь Серге́й Никола́евич Долгору́ков (1769 — 1829) — русский военный деятель эпохи наполеоновских войн, генерал-лейтенант, член Государственного совета; посланник в Голландии и Неаполе.
Рюрикович в XXVIII колене из княжеского рода Долгоруковы.

## Биография
Сын князя подполковника, директора казённых садов Николая Сергеевича Долгорукова (1729—1781) от его брака с Натальей Сергеевной Салтыковой (1742—09.06.1801). Поступил на военную службу сержантом (16 февраля 1773). Комендант Петропавловской крепости и член Государственного совета (1798). Имел выдающиеся познания в военной истории и составил «Хронику Российской императорской армии» (1799). Посланник в Голландии и Неаполе (1811). Перед Отечественной войной вернулся к войскам и командовал пехотным корпусом (1812). Посланник в Копенгаген по дипломатическим делам (1813). Оставил службу (1816).
Был увлечён нумизматикой и оставил после себя большую коллекцию монет.
Скончался в Париже  15 июня 1829 года в чине генерал от инфантерии.

## Семья
Жена —  Екатерина Алексеевна Васильева (27.10.1781—23.03.1860), фрейлина, дочь министра финансов графа Алексея Васильевича Васильева от его брака с княжной Варварой Сергеевной Урусовой. Жила постоянно в Москве на Большой Никитской (дом 54 не сохранился) и (с 1812 года) отдельно от мужа, похоронена в Донском монастыре. Являлась владелицей д. Барсково, д. Новоселово, д. Кошелево и Заболотье во Владимирской губернии Покровского уезда (1860). В браке имели сына и дочь:
- Александр Сергеевич (1809—1873), службу начал в канцелярии Министерства иностранный дел, но скоро вышел в отставку для устройства хозяйства и управления имениями, камер-юнкер (1832), позднее действительный статский советник; церемониймейстер (1856), состоял при почтовом департаменте; на службе в Министерстве внутренних дел (1871). С семьей постоянно жил за границей (с 1859), в Бадене и Ницце, был похоронен в Дрездене. Женат (с 1831) на фаворитке Николая I фрейлине Ольге Александровне Булгаковой (1814—1865), младшей дочери московского почт-директора А. Я. Булгакова. В браке имели одну дочь Александру (1831—?), крестницу императора, в замужестве Львова; и одного сына Николая (1833—1873), окончил медицинский факультет Московского университета, принимал участие в Крымской войне и обороне Севастополя.
- Надежда Сергеевна (1811—1880), замужем за поручиком Сергеем Ивановичем Пашковым (1801—1883), владельцем усадьбы на Чистопрудном бульваре, где в 1811 году родилась поэтесса Е. П. Ростопчина, а в 1831 году усадьбу посещал Пушкин. Супруги Пашковы были организаторами известного масленичного катания 1 марта 1831 года в Москве, где поэт появился со своей молодой женой. Сын писателя М. Н. Загоскина, познакомившись с Пашковыми в 1851 году, писал[3]:Надежда Сергеевна была милой, приятной и умной женщиной, не будучи красавицей, она отличалась замечательной миловидностью и служила образцом чисто русской, светской барыни... Она любила строить глазки и выставлять на показ свои белоснежные, красивые плечи... Часто принимала вид беззаботного, капризного ребенка, нетерпеливо требовавшего  исполнения малейшего своего желания. Она была очень добра, и поту всякий каприз её был лишь мимолетным явлением. Все близкие ей люди очень любили её и в течение всей своей долгой жизни, она не выезжала из Москвы дальше своего подмосковного имения. Сам Пашков, был человек гостеприимный, вежливый и благовоспитанный, имел характер малообщительный и вид довольно серьезный и угрюмый. Он редко, по вечерам, бывал дома, а почти всегда в клубе или у своих приятелей-игроков. Впоследствии страсть эта  окончательно повлекла за собой полное расстройство его прекрасного состояния.

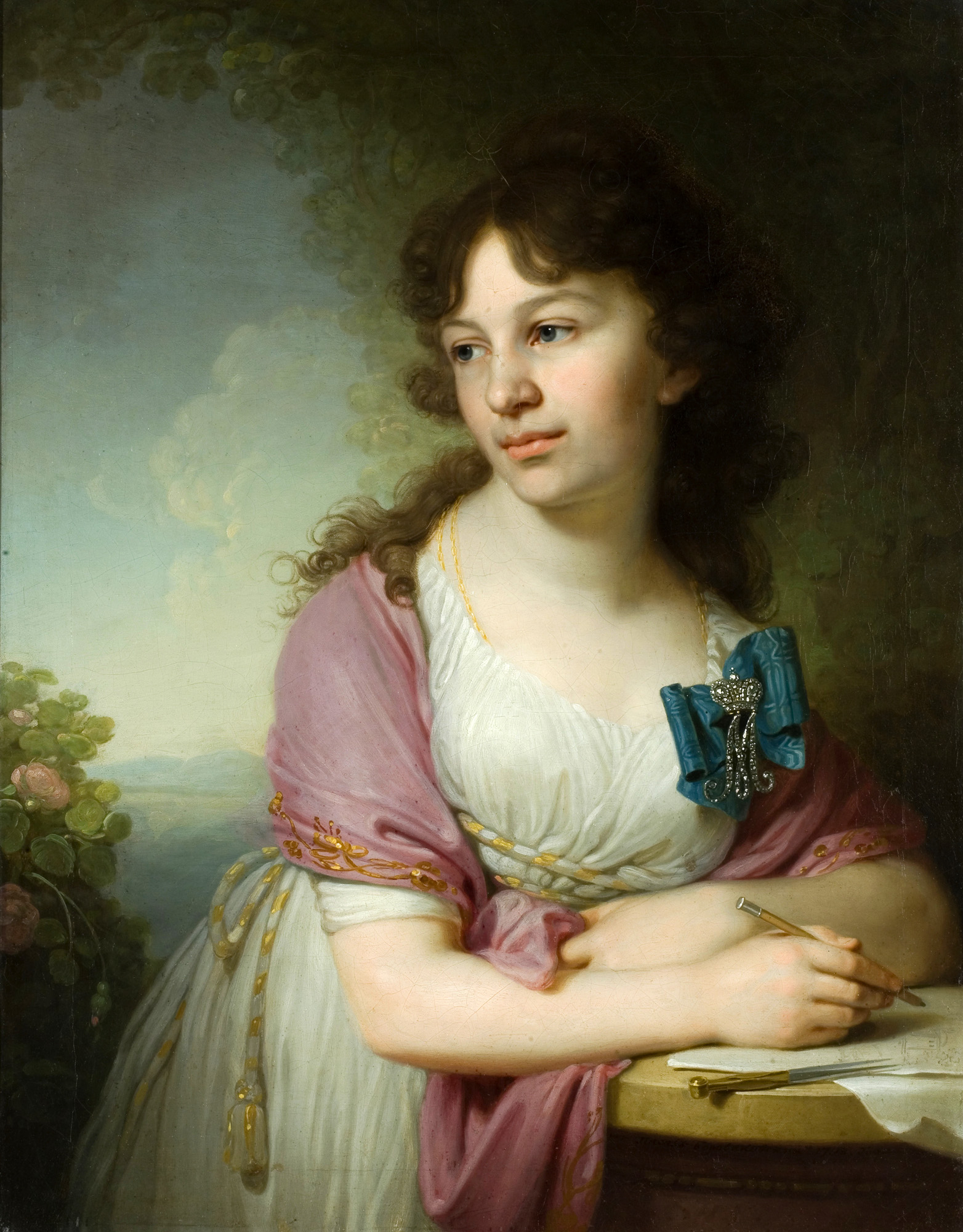
Екатерина Алексеевна, жена
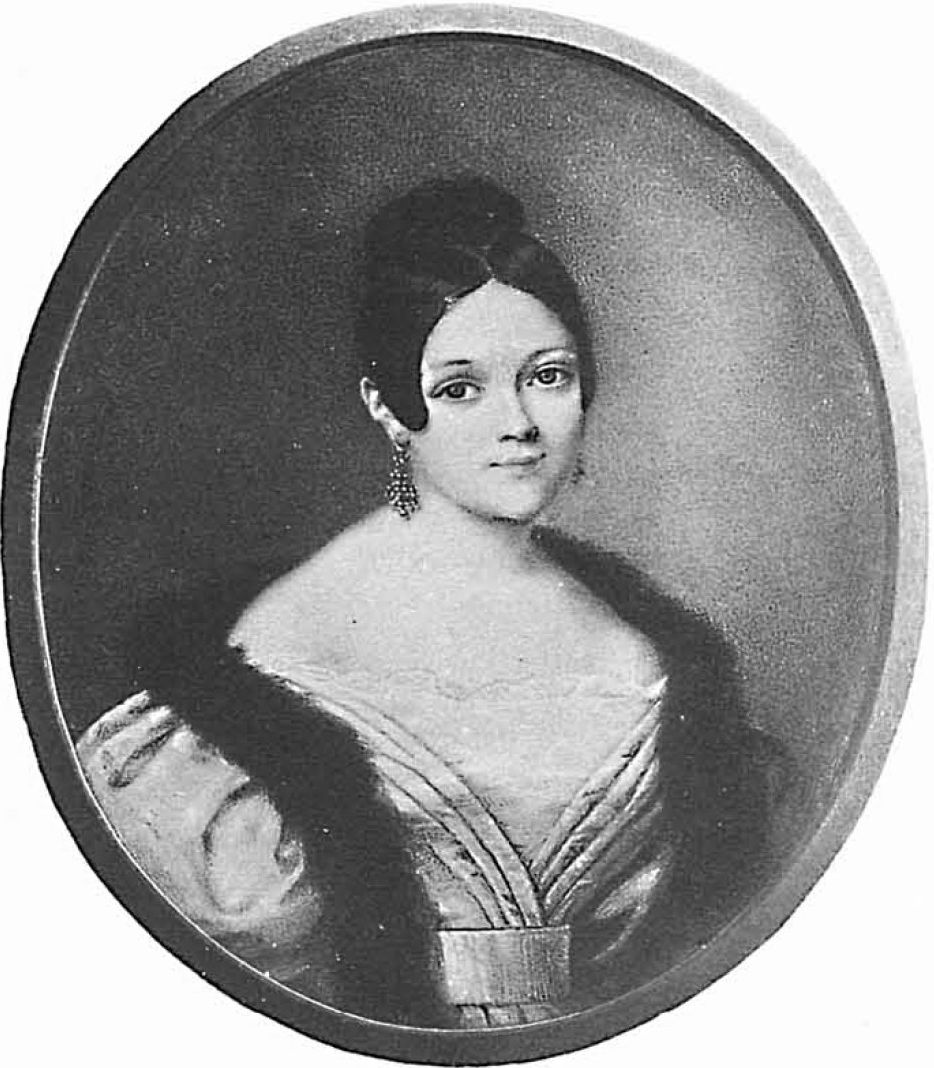
Ольга Александровна, невестка
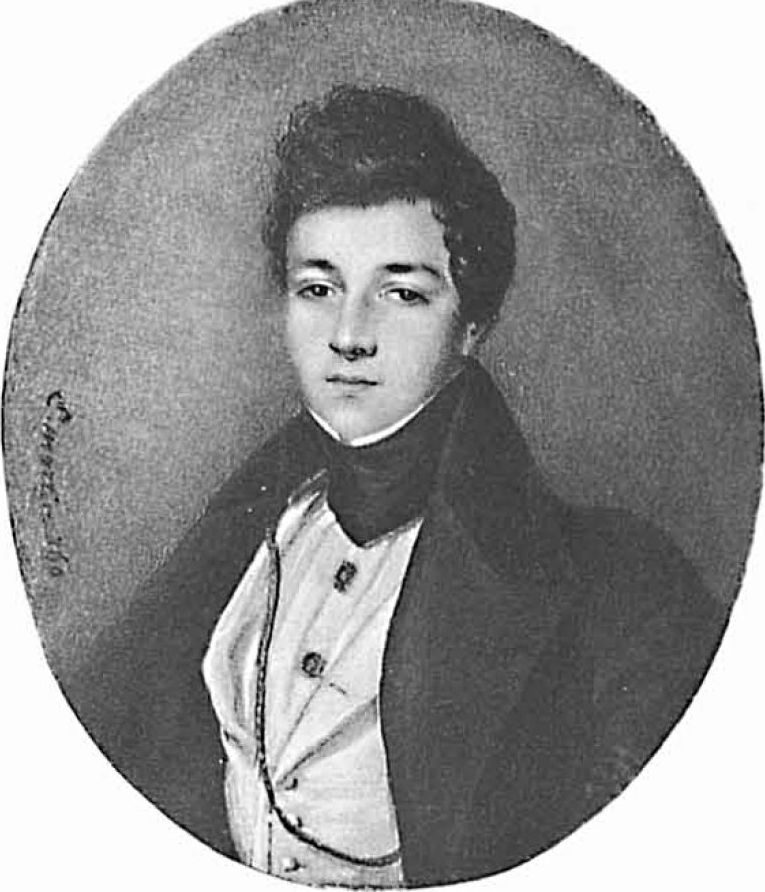
Александр Сергеевич, сын